# Krwawa pięść 2050
Krwawa pięść 2050 (tytuł oryg. Bloodfist 2050) – filipiński film akcji z roku 2005, ósmy sequel kultowej Krwawej pięści (1989) Terence'a H. Winklessa, jednocześnie remake filmu Ognisty smok (1993).  Pierwszy film z serii, w którym w roli głównej nie wystąpił Don Wilson (zastąpiony przez Matta Mullinsa). Film powstał na potrzeby telewizyjne.
Akcja osadzona jest w futurystycznym Los Angeles. Główny bohater, Alex Danko, desperacko poszukuje mordercy swojego brata.

## Obsada
Źródło: Filmweb.pl
- Joe Sabatino – Bobby „Slick” Ramirez
- Renee Rogoff – Molly
- Matt Mullins – Alex Danko
- Monsour Del Rosario – Ahmed Kahn
- Beverly Lynne – Nadia Boikanovich
- Joe Mari Avellana – MC